# Mount Bear
Der Mount Bear ist ein 4520 m hoher Berg der Eliaskette in Alaska, etwa 6 km westlich der Grenze zum kanadischen Territorium Yukon. Er ist der neunthöchste Berg Alaskas und liegt im Wrangell-St.-Elias-Nationalpark.
Der Mount Bear ist umgeben von höheren Gipfeln. Westlich liegt der Mount Bona und östlich der Mount Lucania und der Mount Logan. An der südwestlichen Flanke des Mount Bear befindet sich der Barnard-Gletscher, an der nördlichen der Klutlan-Gletscher.

## Besteigungsgeschichte
Die Erstbesteigung des Gipfels gelang im Juli 1951 Jon Lindbergh, Rupert Gates und Alfred Baxter vom oberen Klutlan-Gletscher aus.